# Nils Hertzberg (präst)

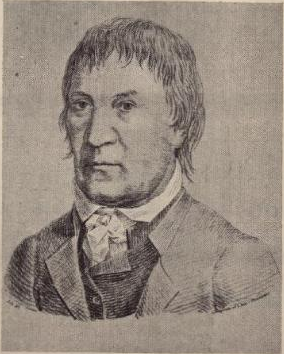
Niels Hertzberg.

Nils Hertzberg, född den 13 augusti 1759 i Finnås socken i Bergens stift, död den 21 oktober 1841, var en norsk präst och naturforskare. Han var son till Peder Harboe Hertzberg och far till Nils Hertzberg.
Hertzberg blev student vid Köpenhamns universitet 1778 och avlade 1783 teologisk ämbetsexamen. År 1786 blev han kyrkoherde i Kvindherred och 1803 i Kinsarvik samt 1810 tillika prost i Hardangers prosteri. Vid 1814 års storting representerade han Søndre Bergenhus amt. Hertzberg författade bland annat ett stort antal avhandlingar i topografiska och naturvetenskapliga tidskrifter.